# 牌王伝説ライオン
『牌王伝説ライオン』（はおうでんせつライオン）は、志名坂高次による日本の漫画作品。作者が『ヤングチャンピオン』（秋田書店）で連載している作品『凍牌』の登場人物・堂嶋を主人公としたスピンオフ作品で、『近代麻雀オリジナル』（竹書房）にて2010年6月号から2013年6月号まで第1部が連載。その後、『近代麻雀』（同社刊）にて、第2部『牌王血戦ライオン』（はおうけっせんライオン）とタイトルを変えて2015年6月15日発売の2015年7月15日号から2017年5月15日号まで連載された。

## あらすじ

### 第1部・牌王伝説ライオン
麻雀で生計を立てる青年・石原は、雀荘で麻雀での負けが込みやるせない気持ちになっていた。それを前後して「ライオン」と比喩されるほどの豪快な麻雀を打つ男・堂嶋が現れる。石原は堂嶋の麻雀の打ち方に惹かれて行動を共にすることになり、堂嶋も石原を気に入り「イッシー」とあだ名するほどの仲になる。堂嶋は様々な強豪の麻雀打ちやクセ者ぞろいの雀ゴロたちを相手に大金や自身の豪運を武器に勝ち抜いていくが、かつて日本一といわれた代打ち・黒田勝との壮絶な死闘の末に敗北し借金だけが残った。そこから堂嶋は自分の麻雀を問い直すように雀荘で素人の客と地味な麻雀を打つなかで、堂嶋自身が忘れていた麻雀に対する気持ちを思い出し一皮剥けて勝利を収める。堂嶋は後に裏世界の金貸しから「人間島麻雀大会」のサバイバルで勝ち抜いて借金を帳消しにできる話に乗り参加。そこでの様々な特殊な麻雀における死闘を乗り越えて完全勝利を収め、借金を帳消しにした後は石原と別れてピン打ちに戻って麻雀を打つ日々を送るところでひとまず物語は終わる。

### 第2部・牌王血戦ライオン
人間島麻雀大会以降、長らく姿を消していた堂嶋は、フリー雀荘に来ていた。それを前後して伝説として名を轟かせた「堂嶋」の名を騙る少年（クニヒロ）は雀ゴロたち3人に流れに乗って大勝ちしていたが、途中から本性を露にした雀ゴロに高レートのサシウマを仕掛けられた途端に流れを奪われて危機に陥る。見かねた堂嶋は少年を消火器で殴って気絶させ、乱入する形で大金をかけて雀ゴロ3人と勝負し圧勝。その後、人間島の所長から「土曜会を追え」と言われていた堂嶋は土曜会の生き残りから本物の堂嶋（以下、堂嶋〈本物〉）に繋がる手掛かりとなる会社、サイバーロックが主催する麻雀大会、サイバー杯の予選に参戦、見事勝利を収める。しかし、その直後に戸村から人間島の脅威が去っていないことが明かされ、堂嶋は全ての真実を知ると考えられるサイバーロックに近づくため、サイバー杯の決勝に臨む。

## 登場人物

### 主要人物
堂嶋（どうじま）
『凍牌』の主要人物の1人で、本作の主人公。白いスーツと金髪がトレードマークの青年で、ツキの波を利用したフォームからなる豪快な麻雀を打ち、ツキがない状態でしばしば振り込むところからだんだん波に乗って大物手を作り上げてあがることが多く「カモ」と思いかかってきた金持ち衆からは一転して「ライオン」と比喩される。ある雀荘で石原と出会い、以後彼と行動を共にする。
なお、「堂嶋」は自称かつ通り名であり、かつて当の本人と戦い敗北。そのとき、無謀にもコピーした偽札で賭けて戦ったために、その代償として「右足の指を全て切り落とす」か「一生麻雀を打たない」か選択を迫られた末に、右足の指をすべて自らの手で切断した。そのため、右足の指がない。その意味で彼との再会を望み「堂嶋」の名で麻雀を打ち続けている。
黒田とのサシウマに敗北後、借金だけが残りその後は石原の家に居候。彼に迷惑をかけたくない思いで、雀荘で金を稼ぐ。このとき同卓だった楽しそうに麻雀を打つ愛想のいい客と打つなかで、堂嶋自身が忘れていた「麻雀が出来るだけで楽しい」純粋な気持ちを思い出し勝利を収める。今まで「麻雀すら見下していた」自分を見つめ直し、「麻雀を楽しむ」ことを胸に抱き借金返済のために再出発する。そのうえで様々な特殊麻雀を制覇した末に人間島麻雀大会に優勝。借金を帳消しにした後は石原と別れてピン打ちに戻る。
『牌王血戦』では堂嶋〈本物〉を探していたが、その過程で自分を含む人間島渡航者が芽殖孤虫に侵されていることが判明。治療法を探すべくサイバーロックに入社し、さらなる戦いに身を置く。
人の言葉を深読みしてしまう癖がある（骸の「黒田」、石原の「監督」発言など）。陰茎の大きさは、石原と比べて「せいぜい最上川」と本人談。
石原
『牌王伝説』のもう1人の主人公で語り部的な存在。麻雀で生計を立てている青年。堂嶋からは「イッシー」と呼ばれる。ある雀荘で堂嶋と出会い、彼の打つ豪快な麻雀の打ち方に惹かれ、以後行動を共にする。堂嶋を強く信頼しており、彼の最大の理解者ともいえる人物。
堂嶋と黒田の勝負に金貸しの斉藤から50万円を借り外ウマを申し込み「堂嶋のハンデなしの勝ち」に賭けるが、堂嶋が敗北したため1000時間タダ働きする破目になった（その仕事場は作中の描写からAVの撮影所らしき場所だった）。その影響なのか、陰茎の大きさは堂嶋に「ガンジス川」と表現されるほどの巨根。
その後、『凍牌 〜ミナゴロシ篇〜』にて再登場し、竜凰位戦にて堂嶋と再会する。下の名前も「’’’洸’’’（ひかる）」と追加された。
斎藤
裏世界の高利貸し。堂嶋が多額の借金をしているにも関わらず、高額の廻銭を融通するなど、彼の雀力を信頼しているともさらに搾り取ろうとしているとも見て取れる。
黒田勝
通称「狼」。関東一の勝負師。「鳴けば手は痩せる」が持論で、門前の打点派。かつては日本一の麻雀の代打ちだったが、ある男との勝負で敗北し、ヤクザの児玉から重罰を受け、内縁の妻と胎児を失った過去をもつ。
堂嶋の2億円と自身の5億の賭けたサシウマ麻雀を行い、門前のスタイルを崩さず激戦の末勝利。堂嶋の全てを賭ける度胸と覚悟を認める。
サイバー杯の東京予選にも参戦していたが、最終局で木田に振り込み敗戦。その後堂嶋と再戦し、今度は敗北。延長戦のめくり合いの最中に堂嶋〈本物〉の子飼いの男に射殺されてしまう。
堂嶋〈本物〉
本作のキーパーソン。『牌王血戦』に登場。かつて堂嶋（主人公）に完勝しその運命を変えた人物。実は人間島麻雀大会初代チャンピオンにして、サイバーロック初代社長。黒田に勝利した堂嶋の前にその姿を現す。終盤で落とし前をつけに来た堂嶋との勝負に敗北し、クニヒロを殺されて激昂した堂嶋に両目を切られて「堂嶋」の名を奪われてしまった。
その後、『凍牌 〜ミナゴロシ篇〜』にて再登場。「白翁（はくおう）」を名乗り、竜凰位戦にて堂嶋と再会する。
クニヒロ
『牌王血戦』から登場する、頭にバンダナを巻き、左頬に十字傷がある少年。堂嶋の噂を聞いてその名を騙って優勢になるも高レートのサシウマを仕掛けられ動揺し危機に陥る。そこを一部始終見ていた堂嶋に助けられて以降、彼を「アニキ」と慕う。堂嶋対黒田の三人麻雀にも戸村と共に参加し、偶然ながら堂嶋を助けたこともあった。しかし、堂嶋対堂嶋〈本物〉の戦いで人質役にされて濃硫酸のプールの上をルームランナーで走らされ、最期は堂嶋を不安がらせまいと声を出さずにプールに落ちて死亡した。

### 人間島麻雀大会編
骸
人間島の麻雀大会の予選で堂嶋と対決。100時間耐久戦で得点や残時間を誤って伝えることで有利に進めたが、勝利宣言が堂嶋に黒田を思い出させ、眠気を吹き飛ばし、親番での怒涛の連荘で逆転負けを喫する。
長谷川
人間島本戦で1回戦のコンビ戦で堂嶋と組む。序盤はまっすぐ打つ堂嶋に翻弄されながらも後半は浅野への狙い打ちとルールの仕掛けをついて勝利を掴む。
2回戦は親のチョンボで棚ボタで決勝進出。
決勝では、堂嶋の爆発力を警戒するが、二木のコントロールに屈して終盤は自分を見失ってしまう。
戸村
負けないようにゲームをやる株トレーダーの青年。巧みに堂嶋の手をかわしていったが、終盤に長谷川の追い上げでメンツではトップだがルールのある仕掛けで敗北する。
20億の現金を所持しており、大半を渡すことで骸の身を避ける。その後、人間島を公にするためパソコンの技術を活かして堂嶋に協力する。この頃から堂嶋を「大将」と呼ぶようになっている。
『牌王血戦』でも登場し、堂嶋から定期的に送られてくる堂嶋の資産管理を任せられており、それを担当している。人間島に残された脅威について堂嶋に告げる。また、彼もその身は芽殖孤虫に侵されており、治療法を探すべく堂嶋を再びサポートする。最終的には重症になるが一命を取り留めた。その後、芽殖孤虫の治療法や治療薬に虫本体を手に入れたが、それらを人間島で被害にあった人間をタダで助けることを条件に医者に渡しており、入院していた最中に自身の元に来ていた、高津と対談していた。
『凍牌 〜ミナゴロシ篇〜』にも登場し、堂嶋と行動を共にしている。
浅野
オヒキ暦30年の裏プロ。コンビ無用の堂嶋に翻弄される長谷川をターゲットに追い詰めていったが、勝負手で堂嶋の追っかけに振り込んで格の違いを思い知る。以降はコンビ戦で勝ちに徹するも戸村へのトスを長谷川に利用され、終盤に弱気に屈する。
川本
人間島麻雀大会2回戦で堂嶋と対決。的確な場読みと生き死にの覚悟を負って、その日はツキの無かった堂嶋の弱気を狙い打ち、さらには優位な状況でも緩めずに突き放した。堂嶋も実力とその信念に敬意を見せたほど。
過去に兄夫妻を自損事故で死なせ、甥の政和の人生を歪めてしまい、彼を救うために大会に参加。徹底的に追い縋る堂嶋についに直撃を奪われ、鮫の餌食になる。終局、出血多量で瀕死の身でありながら執念で配牌を取り、天和で逆転され、甥の救出を堂嶋に託して死亡する。
川本政和
川本の甥。周囲からは「まーくん」と呼ばれる。かつては叔父を慕っていたが、両親を失ってからは憎むようになってしまった。その後、ヤクザの舎弟となるが失敗をして人間島に送られ、骸となる。川本は彼の姿を見ているが、彼は薬により叔父のことも忘れていた。堂嶋が大会に優勝した後は戸村の手続きの協力により施設に入っていたが、『牌王血戦』にて亡くなっていたことが判明。直接の死因は肺炎だが、厳密には芽殖孤虫によるものであり、戸村はこれを「まーくんは殺された」と表現している。
飯田
人間島麻雀大会決勝進出者。敵を徹底的に叩く打点派。堂嶋と同じと評された。かつて弟と共に父親にゲームの駒として扱われたが、そのときの経験から勝者は敗者を嬲る権利があると語る。
実際は麻雀は初心者同然で、加槓の正しい手順も知らない。そのため、終盤に捨て牌を読むことができず、トリプルロンを喰らい以降は戦意を失う。
二木陽作
人間島麻雀大会決勝進出者。しかしその正体は前大会優勝者である。顔を整形しており、「二木」というのも偽名である。
第1回大会で敗北して骸の身に堕ちた人物であり、その過酷な環境で脅威の読みを取得。相手の手牌を正確に読み切って、場を操ることに長ける「パペットマスター」の異名を持ち、序盤は堂嶋と飯田をぶつけ合った陰で2位をキープし、総合トップを維持。3回戦目から本性を晒して、圧倒的な優位を築いていく。しかし、ラス親の堂嶋の、想像を超えた麻雀に役満を直撃され逆転されてしまう。
所長
人間島の支配者。薬で骸の記憶を奪って支配、また新薬の実験を行っていた。堂嶋の正体に感づき、自らの8億円を賭けて一局勝負（所長は満貫縛り、堂嶋は役満縛りの特別ルール）を挑むも敗北。その後、堂嶋〈本物〉の情報を探す情報として、「『土曜会』を探せ」と堂嶋に提供する。

### 牌王血戦ライオン
相沢
サイバー杯の大阪予選に参戦していたサラリーマンの男性。堂嶋ら雀ゴロを馬鹿にしており、中盤まで余裕を見せてリードしていた。しかし、終盤に賭け麻雀を提案し、堂嶋の激情に火をつけてしまい逆転負けを喫する。直後、法律を盾に賭けを反故にしようとしたが、野村にカミソリで切り付けられる。
野村
サイバーロックの社長。堂嶋〈本物〉とも面識がある。飄々としてはいるが「守るのも力、奪うのも力」という考えをもつ冷徹な男。
『凍牌 〜ミナゴロシ篇〜』にも登場。
杉田ナオミ
サイバーロックの社外取締役の女性。マドンナと呼ばれ、麻雀の腕前も上々でイカサマもこなす。
木田
サイバー杯決勝進出者。スキンヘッドの男性。東京予選では黒田相手に逆転勝利を収めた。癌で余命幾ばくもなく、麻雀で自らの名を残すために戦うが、ライトマンにラスを引かされ、足の指を爆破されて自分の麻雀を見失い、後退する。
ライトマン
眼鏡をかけた外国人。野村のポーカー仲間でもある。サイバー杯決勝進出者だが、金でその権利を本来の進出者から買い取った。しかし、その実力は本物。幼いころ、エレベーター落下事故で父と右足を失い、以後、右膝から先は義足となっている。事故の際に父に希望を説かれるが、父が成す術なく死んでいったことから、逆に物事に期待しない考えをもつようになる。堂嶋に僅差で敗れ、その後アクシデントで左足の指を全て爆破されてしまった。
『凍牌 〜ミナゴロシ篇〜』にも登場している。

## 書誌情報
- 志名坂高次 『牌王伝説ライオン』竹書房〈近代麻雀コミックス〉、全4巻
  1. 2011年1月20日発売、ISBN 978-4-8124-7495-2
  2. 2011年12月7日発売、ISBN 978-4-8124-7707-6
  3. 2012年8月20日発売、ISBN 978-4-8124-7965-0
  4. 2013年6月20日発売、ISBN 978-4-8124-8309-1
- 志名坂高次 『牌王血戦 ライオン』竹書房〈近代麻雀コミックス〉、全5巻
  1. 2016年1月15日発売、ISBN 978-4-8019-5442-7
  2. 2016年6月15日発売、ISBN 978-4-8019-5551-6
  3. 2016年10月15日発売、ISBN 978-4-8019-5651-3
  4. 2017年2月15日発売、ISBN 978-4-8019-5748-0
  5. 2017年5月15日発売、ISBN 978-4-8019-5937-8